# Warwick Taylor
Warwick Thomas Taylor (Hamilton, 11 marzo 1960) è un ex rugbista a 15 neozelandese, tre quarti centro, campione del mondo nel 1987 con gli All Blacks.

## Biografia
Capitano della squadra della sua scuola a Matamata (Waikato), fu all'università di Otago nel 1980, entrando quindi a far parte della relativa provincia rugbistica con la quale debuttò quell'anno nel campionato nazionale provinciale.
Nel 1982 fu a Canterbury, e al suo primo anno si aggiudicò la Ranfurly Shield.
Chiamato in Nazionale nel 1983, debuttò negli All Blacks nel primo dei quattro test match del tour dei British Lions.
Divenuto titolare fisso fino al 1985, anno della cancellazione di un tour in Sudafrica per proteste legate all'opportunità politica di giocare in un Paese sotto bando sportivo per via dell'apartheid, prese parte l'anno successivo al tour non autorizzato dei New Zealand Cavaliers che si recò in detto Paese e al ritorno subì la squalifica di due incontri internazionali sancito dalla Federazione neozelandese.
Tuttavia fu reinserito in squadra e fece anche parte della rosa alla Coppa del Mondo di rugby 1987 che la Nuova Zelanda vinse.
In tale periodo fu ingaggiato in Italia dal neoformato Veneziamestre, all'epoca in serie C, pur continuando a giocare durante l'inverno australe con Canterbury.
A trent'anni, già sposato e padre di tre figli, chiuse la carriera agonistica per via di un infortunio che avrebbe potuto portare alla rottura del collo e divenne insegnante a Christchurch, istruttore scolastico di rugby e occasionalmente commentatore radiofonico.

## Palmarès
- Coppe del mondo: 1
Nuova Zelanda: 1987